# Národní garda (ČSR)
Národní garda byla občanská polovojenská organizace založená v roce 1930 přejmenováním Svazu ozbrojených jednot RČS, který vznikl v roce 1926. Úkolem Národní gardy byla příprava svých příslušníků na pomocnou vojenskou službu Československé armádě pro případ mobilizace nebo války. V dubnu 1936 působilo v rámci Národní gardy 112 místních organizací s 22400 členy.
Těžištěm činnosti měla být strážní a pořádková služba. Členem gardy mohl být pouze československý státní občan slovanské národnosti. Místní národní garda byla ustavena, pokud se sešlo nejméně 20 osob starších 18 let s dobrým zdravotním stavem. Členy gardy se mohly stát i ženy v případě, že v ní místně fungoval ženský odbor. Mládež mohla být přijímána od 14 let. Garda měla jako polovojenská organizace zavedené i vojenské hodnosti. Členové se navzájem oslovovali bratře. Výcvik gardy probíhal pod vedením vojenských instruktorů Československé armády. 
V případě ohrožení republiky měla být Národní garda také vojskem vybavena zbraněmi, k čemuž skutečně došlo v období mobilizace. V té době byl velitelem Národních gard generál ve výslužbě Josef Šnejdárek. Jednalo se však převážně o zastaralou výzbroj ještě z dob rakousko-uherské armády. Význam Národní gardy tehdy byl zejména ve strážní službě. Po Mnichovské dohodě byla Národní garda přeměněna v Národní střeleckou gardu a po okupaci březnu 1939 byla nařízením protektorátní vlády rozpuštěna. Řada gardistů se poté zapojila do odbojové činnosti. Po roce 1945 Národní garda obnovila svoji činnost pouze krátce.